# Finska mästerskapet i bandy 1939
Finska mästerskapet i bandy 1939 spelades i två enkelserier. Gruppvinnarna möttes i final, medan grupptvåorna gjorde upp om bronsmedaljerna.

## Mästerskapsserien

### Väst
| Lag                  | Spelade | Vinster | Oavgjorda | Förluster | Målskillnad | Poäng | HIFK | BA  | HJK | HPS | VPS | VIFK |
| -------------------- | ------- | ------- | --------- | --------- | ----------- | ----- | ---- | --- | --- | --- | --- | ---- |
| IFK Helsingfors      | 5       | 5       | 0         | 0         | 24-7        | 10    |      | 7-3 | 3-0 | 6-2 | 5-2 | 3-0  |
| Borgå Akilles        | 5       | 3       | 0         | 2         | 19-16       | 6     |      |     | 3-4 | 2-1 | 6-3 | 5-1  |
| HJK                  | 5       | 2       | 2         | 1         | 10-10       | 6     |      |     |     | 2-2 | 1-1 | 3-1  |
| Helsingin Palloseura | 5       | 1       | 1         | 3         | 11-14       | 3     |      |     |     |     | 0-1 | 6-3  |
| VPS                  | 5       | 1       | 1         | 3         | 10-16       | 3     |      |     |     |     |     | 3-4  |
| IFK Vasa             | 5       | 1       | 0         | 4         | 9-20        | 2     |      |     |     |     |     |      |

### Öst
| Lag                    | Spelade | Vinster | Oavgjorda | Förluster | Målskillnad | Poäng | YVPS | WP35 | ViPS | Ilves | SaPKo | Sudet |
| ---------------------- | ------- | ------- | --------- | --------- | ----------- | ----- | ---- | ---- | ---- | ----- | ----- | ----- |
| Ylä-Vuoksen Palloseura | 5       | 4       | 1         | 0         | 16-8        | 9     |      | 2-1  | 2-2  | 5-1   | 4-3   | 3-1   |
| Warkauden Pallo -35    | 5       | 3       | 1         | 1         | 10-5        | 7     |      |      | 3-0  | 2-2   | 2-0   | 2-1   |
| Viipurin Palloseura    | 5       | 3       | 1         | 1         | 14-10       | 7     |      |      |      | 4-1   | 5-2   | 3-2   |
| Viipurin Ilves         | 5       | 1       | 2         | 2         | 12-15       | 4     |      |      |      |       | 3-3   | 5-1   |
| Savonlinnan Pallokerho | 5       | 0       | 2         | 3         | 12-18       | 2     |      |      |      |       |       | 4-4   |
| Viipurin Sudet         | 5       | 0       | 1         | 4         | 9-17        | 1     |      |      |      |       |       |       |

## Slutspel

### Match om tredje pris
| Lag 1               | Resultat | Lag 2           |
| ------------------- | -------- | --------------- |
| Warkauden Pallo -35 | 5–0      | Porvoon Akilles |

### Final
| Lag 1           | Resultat | Lag 2                  |
| --------------- | -------- | ---------------------- |
| IFK Helsingfors | 4–1      | Ylä-Vuoksen Palloseura |

## Slutställning
| Placering | Lag                    |
| --------- | ---------------------- |
| 1.        | IFK Helsingfors        |
| 2.        | Ylä-Vuoksen Palloseura |
| 3.        | Warkauden Pallo -35    |
| 4.        | Porvoon Akilles        |

## Finlandsserien
Regionala seriesegrare vidare: Uusimaa-Häme - Jukolan Pojat, Turku-Satakunta - Porin Kärpät, Pohjanmaa - OPS, Kymenlaakso-Viipuri - Lappeenrannan Urheilu-Miehet, Laatokka-Karjala - Joensuun Palloseura, Sisämaa - Mikkelin Palloilijat.
Östra finalerna: LUM - MiPa 7-0. JoPS - LUM 4-3. Joensuun Palloseura vinnare av östra gruppen.
Porin Kärpät vidare som vinnare av Västra serien. Eftersom Mästerskapsserien 1940 inte spelades på grund av Finska vinterkriget, kvalificerade man sig i stället för Mästerskapsserien 1941.

## AIF-final
| Lag 1           | Resultat | Lag 2           |
| --------------- | -------- | --------------- |
| Maarian Pyrkivä | 4-1      | Sorvalin Veikot |